# Armorica (continent)

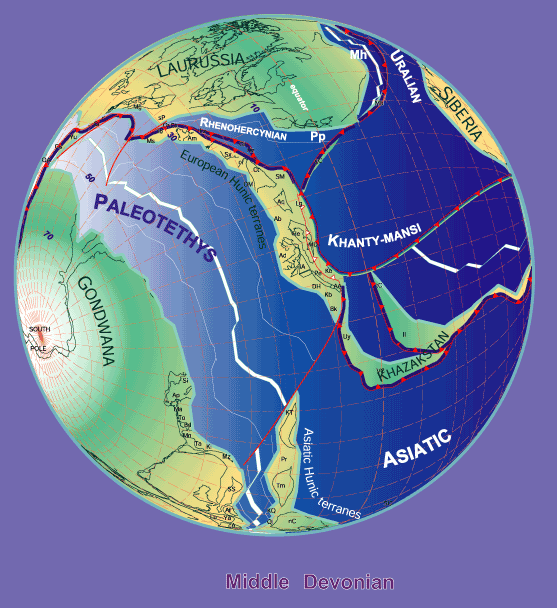
Ligging van de continenten rond 380 miljoen jaar geleden, in het Laat-Devoon. Armorica bevindt zich in deze reconstructie aan het noordwestelijke uiteinde van de langgerekte landvorm (afkorting: Am). Het zuidoostelijke deel zou later Kazachstania gaan vormen.

Armorica (soms ook wel Cadomia genoemd) was een klein continent (microcontinent of terrein) in het Paleozoïcum, dat tijdens de Hercynische orogenese aan de zuidelijke rand van Euramerika (Europa en Noord-Amerika samen) kwam vast te liggen.

## Omvang
De terreinen die vroeger het microcontinent Armorica vormden, zijn nu terug te vinden in het Armoricaans Massief (Bretagne en omliggend gebied), de Saxothuringische en Moldanubische Zones van Midden-Duitsland, de Hercynische massieven van de Alpen, delen van het Iberisch Schiereiland, Hongarije en de massieven van Griekenland. Op de meeste plekken zijn de Paleozoïsche gesteenten van Armorica overdekt met jongere gesteenten, in de Alpen en op het Balkanschiereiland zijn de gesteenten van voormalig Armorica gedeformeerd tijdens de Alpiene orogenese.

## Plaattektonische geschiedenis
Armorica maakte aan het einde van het Proterozoïcum deel uit van de noordelijke rand van Gondwana. Hier vond tussen 650 en 550 miljoen jaar geleden de Cadomische orogenese plaats, waarbij een eilandboog met Gondwana accretiseerde. De korst van het latere Armorica werd hierbij gevormd. Nog voor het Cambrium vond erosie van het terrein plaats, waarna Vroeg-Cambrische gesteentelagen discordant over de Cadomische gesteenten werden afgezet.
In het Laat-Ordovicium (450 miljoen jaar geleden) begonnen een aantal kleine continentale fragmenten zich van Gondwana los te maken, waarvan Armorica de westelijkste was. Deze microcontinenten worden samen de Hunterreinen genoemd. De oceaan die tussen Gondwana en deze terreinen ontstond wordt Paleo-Tethysoceaan genoemd. Ten noorden van de Hunterreinen lag de Rheïsche Oceaan, die onder de Hunterreinen subduceerde en daardoor kleiner werd. Armorica bewoog richting het paleocontinent Euramerika, dat ten noorden van de Rheïsche Oceaan lag.
Tijdens het Vroeg-Devoon (rond 410 miljoen jaar geleden) vond aan de zuidelijke rand van Euramerika extensie plaats, waardoor een klein oceanisch bekken gevormd werd (het Rhenohercynisch Bekken). De rand van dit bekken kwam in het Midden-Devoon (390 miljoen jaar geleden) in botsing met Armorica. Tegelijkertijd bewoog Gondwana noordwaarts om in het Laat-Carboon (rond 300 miljoen jaar geleden) met Euramerika te collideren. Tijdens deze fase subduceerden zowel de Paleo-Tethysoceaan als de oceanische korst van het Rhenohercynisch Bekken en ontstond de Hercynische gebergtegordel.